# Leticia Brédice
Leticia Marcela Brédice (Villa Urquiza, Buenos Aires; 26 de julio de 1975) es una actriz y cantante argentina. Saltó a la fama gracias a su destacada actuación como la protagonista de la clásica película Cenizas del paraíso (1997), de Marcelo Piñeyro.

## Biografía
Desde niña quiso ser actriz, según ella misma afirmó. Razón por la cual estudió teatro desde los doce a los dieciséis años en la escuela de teatro de Norman Briski.
Se presentó a un casting para la coproducción ítaloargentina Años rebeldes, rodada en 1993 y concluida en 1994 y solo estrenada en Argentina en 1996. Ganó el papel y también el Cóndor de Plata a la revelación femenina. Sin embargo, el rol que la consagró fue el de Ana Muro en Cenizas del paraíso (1997). Esta cinta también marcó el inicio de una serie de participaciones en películas del director Marcelo Piñeyro, quien la escalaría años más tarde para el elenco de Plata quemada y Kamchatka.
En 1998, firmó un contrato para que la productora Patagonik Film Group financiara y dirigiera su carrera. Por esa época rodó dos películas que sorprendieron a la crítica por su buen trabajo actoral: Cómplices (1998), de Néstor Montalbano, y la cinta independiente ¿Sabés nadar?. Después de la elogiadísima Nueve reinas, pasó a alternar trabajos en su país y en España. Paralelamente al cine, continuó su carrera en teatro y televisión. En las tablas estuvo en Marta Stutz, Seis personajes en busca de un autor, Closer, Panorama desde el puente y Lolita.
En la televisión hizo Vivo con un fantasma, Uno más uno, La hermana mayor, La malasangre, Sin condena, De poeta y de loco, Los especiales de Alejandro Doria, Águeda, Historia de un amor turbio, El jorobadito, Los pulpos, Tiempo final, 22, el loco, Impostores, Locas de amor y Mujeres asesinas. También fue portada de Playboy en el mes de febrero de 2006 y de Rolling Stone. 
Participó en el concurso de televisión del programa de Susana Giménez El circo de las estrellas. En el año 2003 publicó su primer trabajo discográfico, titulado Actriz, el cual le valió una nominación a los premios MTV. Desde entonces ha participado en grabaciones de otros artistas, con canciones para películas y sencillos solistas. En el año 2011 vuelve a la televisión, para interpretar a su mejor villana, Verónica San Martín, en la telenovela El Elegido por la pantalla de Telefe, con Pablo Echarri y Paola Krum. En 2012 fue protagonista en Condicionados, como Darling. También tuvo una participación especial en Graduados. En 2014 realiza participaciones especiales en las novelas Camino al amor y Mis amigos de siempre.
En 2015 forma parte del elenco de Tu cara me suena, reality donde tiene que imitar a artistas internacionales y nacionales. Leticia Bredice concursó en el talent show de imitación Tu cara me suena 3 conducido por Alejandro Wiebe, donde obtuvo el tercer puesto tras cinco meses de competencia. En 2017, se integra al elenco de la cinta mexicana Museo, del cineasta Alfonso Ruizpalacio, inspirada en un robo que sufrió el Museo Nacional de Antropología de México en el año 1985. En dicha producción, interpretara a la vedette mexicana de origen argentino conocida como la Princesa Yamal y compartirá créditos con Gael García Bernal. Entre 2021 y 2022 apareció como parte del elenco en la tira La 1-5/18.

## Vida personal
Entre 2005 y 2008 estuvo en pareja con Juan Pablo Sanguinetti, con el cual tiene un hijo llamado Xul Salvador, nacido en 2005.

## Cine
| 1992 | La peste                   | Infectada       | Sin acreditar     |
| 1996 | Años rebeldes              | Alumna          | Sin acreditar     |
| 1997 | Cenizas del paraíso        | Ana Muro        |                   |
| 1998 | Cómplices                  | Vera            |                   |
| 1999 | Cóndor Crux                | Zonia (Voz)     | Doblaje           |
| 2000 | Sin querer                 | Lucía           |                   |
| 2000 | Plata quemada              | Giselle         |                   |
| 2000 | Almejas y mejillones       | Paula           |                   |
| 2000 | Nueve reinas               | Valeria Marconi |                   |
| 2001 | La mujer de mi vida        | Fabiana "Faby"  |                   |
| 2001 | En la ciudad sin límites   | Eileen          |                   |
| 2002 | Kamchatka                  | Maestra         |                   |
| 2002 | Muertos de amor            | Laura           |                   |
| 2002 | ¿Sabés nadar?              | María           |                   |
| 2002 | La vendedora               | Karina          | Cortometraje      |
| 2003 | El día que me amen         | Mara            |                   |
| 2004 | Ay, Juancito               | Ivonne Pascal   |                   |
| 2005 | La suerte está echada      | Linda           |                   |
| 2008 | El frasco                  | Romina          |                   |
| 2008 | Impunidad                  | Julia           |                   |
| 2008 | Dueña y amiga              | Susana          | Cortometraje      |
| 2009 | Tetro                      | Josefina        |                   |
| 2012 | Todos contentos            | Lola            |                   |
| 2013 | El amor a veces            | Sofía           |                   |
| 2013 | No somos animales          | Dalmacia        |                   |
| 2014 | Gato negro                 | Elvira          |                   |
| 2014 | Arrebato                   | Laura Grotzki   |                   |
| 2014 | Rosa fuerte                | Cristina        |                   |
| 2014 | 100 años de cine Argentino | Secuestrada     | Documental        |
| 2015 | Francisco. El Padre Jorge  | Cecilia         |                   |
| 2015 | El espejo de los otros     | María           |                   |
| 2015 | Divina                     | Divina          | Cortometraje      |
| 2016 | 8 tiros                    | Gabriela        |                   |
| 2016 | Resentimental              | Barbara         |                   |
| 2018 | Un viaje a la Luna         | Susana "Susi"   |                   |
| 2018 | Museo                      | Sherezada Ríos  | Película mexicana |
| 2018 | Reemplazante               | Luciana         | Cortometraje      |
| 2019 | Bruja                      | Marisa          |                   |
| 2019 | ¿Yo te gusto?              | Mary            |                   |
| 2020 | Respira                    | Verónica        |                   |

## Televisión

### Ficciones
| Año       | Programa                                  | Personaje                | Notas                               | Canal          |
| --------- | ----------------------------------------- | ------------------------ | ----------------------------------- | -------------- |
| 1993      | Uno más uno                               | Claudia                  | Elenco secundario                   | Canal 13       |
| 1993      | Vivo con un fantasma                      | Paola Lujano             | Elenco secundario                   | Canal 13       |
| 1994      | Sin condena                               | Adriana Barreda          | Epi. 1: "El caso Barreda"           | Canal 9        |
| 1994      | Sin condena                               | Noel Ferrer              | Epi. 6: "El caso Guns 'N Roses"     | Canal 9        |
| 1994      | Sin condena                               | Mary Maradona            | Epi. 14: "El caso Maradona"         | Canal 9        |
| 1995      | La hermana mayor                          | Lujan Sosa Ferreyra      | Elenco secundario                   | Canal 9        |
| 1996      | Alta comedia                              | Andrea                   | Ep 8: "Fuerte como la muerte"       | Canal 9        |
| 1996      | De poeta y de loco                        | Eva                      | Recurrente                          | Canal 13       |
| 1996      | Los especiales de Doria                   | Luciana                  | Ep: "El jorobadito"                 | Telefe         |
| 1997      | Homenaje al Teatro Nacional Contemporáneo | Varios personajes        | Participación                       | Canal 9        |
| 2000      | Tiempo final                              | Sandra                   | Epi. 14: "El suicida"               | Telefe         |
| 2001      | 22 (el loco)                              | Ana Pandolfi             | Protagonista                        | Canal 13       |
| 2002      | Tiempo final                              | Amparo                   | Ep 46: "La tabernera"               | Telefe         |
| 2004      | Locas de amor                             | Simona Teglia            | Protagonista                        | Canal 13       |
| 2005      | Botines                                   | Sara                     | Epi. 3: "Casino premium"            | Canal 13       |
| 2005      | Botines                                   | Mariana                  | Epi. 8: "Muerto otra vez"           | Canal 13       |
| 2005      | Botines                                   | Lourdes                  | Epi. 10: "Feliz año nuevo, mi amor" | Canal 13       |
| 2006      | Mujeres asesinas 2                        | Susana                   | Epi. 8: "Susana, dueña de casa"     | Canal 13       |
| 2006      | Mujeres asesinas 2                        | Eliana                   | Epi. 25: "Eliana, cuñada"           | Canal 13       |
| 2006      | Soy tu fan                                | Marcela                  | Participación                       | Canal 9        |
| 2006      | Al límite                                 | Rocío                    | Ep 3: "Asesinos al sueldo"          | Telefe         |
| 2006      | Sos mi vida                               | Caty                     | Participación                       | Canal 13       |
| 2007      | Mujeres asesinas 3                        | Perla                    | Epi. 7: "Perla, anfitriona"         | Canal 13       |
| 2008      | Algo habrán hecho                         | Eva Perón                | Participación                       | Telefe         |
| 2009      | Tratame bien                              | Sabrina                  | Participación                       | Canal 13       |
| 2010      | Impostores                                | Victoria "Vicky" Pizzini | Protagonista                        | FX             |
| 2010      | Lo que el tiempo nos dejó                 | Jania                    | Ep 6: "Un mundo mejor"              | Telefe         |
| 2011      | El elegido                                | Verónica San Martín      | Antagonista                         | Telefe         |
| 2012      | Condicionados                             | Darling                  | Coprotagonista                      | Canal 13       |
| 2012      | Graduados                                 | Claudina Haras           | Participación                       | Telefe         |
| 2014      | Mis Amigos de Siempre                     | Carolina Pires           | Participación                       | Canal 13       |
| 2014      | Camino al amor                            | Guillermina Dubois       | Antagonista                         | Telefe         |
| 2018      | El lobista                                | Natalia Ocampo           | Protagonista                        | El Trece / TNT |
| 2021      | Maradona, sueño bendito                   | Cecilia                  | Participación especial              | Prime Video    |
| 2021-2022 | La 1-5/18                                 | Viviana "Vivi" Morales   | Coprotagonista                      | El Trece       |
| 2022      | Limbo                                     | Mercedes "Mecha" Bustos  | Ep 4: "Sou sou"                     | Star+          |
| 2022      | Dos 20                                    | Fabiana Gómez            | Ep 3: "Principio del placer"        | TV Pública     |
| 2023      | Mordisquito                               | Tania                    | Coprotagonista                      | TV Pública     |
| 2023-2024 | Madame Requin                             | Ministra                 | Elenco secundario                   | TV Pública     |

### Programas
| Año  | Programa                  | Rol          | Notas                           | Canal      |
| ---- | ------------------------- | ------------ | ------------------------------- | ---------- |
| 2007 | El circo de las estrellas | Participante | 5 a eliminada                   | Telefe     |
| 2015 | Tu cara me suena 3        | Participante | 3 cer puesto                    | Telefe     |
| 2016 | Bailando 2016             | Ella misma   | Actuación en sketch de apertura | El trece   |
| 2019 | Bailando 2019             | Participante | 7 a eliminada                   | El trece   |
| 2020 | Incorrectas               | Panelista    |                                 | América TV |

## Teatro
| Año  | Obra                              | Personaje |
| ---- | --------------------------------- | --------- |
| 1997 | Martha Stutz                      |           |
| 1998 | Seis personajes en busca de autor |           |
| 1999 | Closer                            |           |
| 2007 | La cola del avión                 |           |
| 2010 | Dragón de Komodo                  |           |
| 2010 | Dragón de Komodo 2                |           |
| 2015 | OrguYO                            |           |
| 2016 | Franciscus                        |           |
| 2020 | Un poco más Salvaje               |           |

## Discografía
- 2003: Actriz (álbum) - Sony Music Entertainment Argentina S.A.
- 2003: No Love, No Sex (sencillo promocional) - Sony Music Entertainment Argentina S.A.
- 2003: Alguien (sencillo promocional) - Sony Music Entertainment Argentina S.A.
- 2018: Qué fácil para mí ser otra mujer (sencillo) - Independiente.
- 2018: El número uno (sencillo) - Independiente.

## Premios y nominaciones

### Premios Cóndor de Plata
| Año  | Categoría                           | Película            | Resultado |
| ---- | ----------------------------------- | ------------------- | --------- |
| 1997 | Mejor actriz de reparto             | Años rebeldes       | Ganadora  |
| 1998 | Cóndor de plata revelación femenina | Cenizas del paraíso | Ganadora  |

### Premios Martín Fierro
| Año  | Categoría                              | Programa                               | Resultado |
| ---- | -------------------------------------- | -------------------------------------- | --------- |
| 2001 | Mejor actriz de novela                 | 22, el loco                            | Ganadora  |
| 2002 | Participación especial femenina        | Tiempo final                           | Nominada  |
| 2004 | Mejor actriz de unitario y/o miniserie | Locas de amor                          | Nominada  |
| 2006 | Participación especial en ficción      | Sos mi vida y Soy tu fan               | Nominada  |
| 2009 | Participación especial en ficción      | Tratame bien                           | Nominada  |
| 2010 | Mejor actriz de unitario y/o miniserie | Lo que el tiempo nos dejó e Impostores | Nominada  |
| 2011 | Mejor actriz de novela                 | El Elegido                             | Ganadora  |
| 2018 | Mejor actriz de unitario y/o miniserie | El lobista                             | Ganadora  |
| 2021 | Mejor actriz de reparto en ficción     | La 1-5/18                              | Nominada  |
| 2024 | Mejor actriz de reparto en ficción     | Mordisquito / Madame Requín            | Nominada  |

### Premios Tato
| Año  | Categoría                             | Programa           | Resultado |
| ---- | ------------------------------------- | ------------------ | --------- |
| 2011 | Actriz protagonista                   | El Elegido         | Ganadora  |
| 2012 | Actriz de reparto en ficción unitario | Condicionados      | Nominada  |
| 2015 | Revelación                            | Tu cara me suena 3 | Nominada  |

### Premios MTV Latinoamérica
| Año  | Categoría               | Disco Nominado | Resultado |
| ---- | ----------------------- | -------------- | --------- |
| 2004 | Mejor artista nuevo sur | Actriz         | Nominada  |

### Premios Konex
| Año  | Categoría                               | Resultado |
| ---- | --------------------------------------- | --------- |
| 2001 | Diploma al mérito: actriz de cine       | Ganadora  |
| 2011 | Diploma al mérito: actriz de televisión | Ganadora  |